# 前346年
| 千纪： | 前1千纪 |
| 世纪： | 前5世纪 \| 前4世纪 \| 前3世纪 |
| 年代： | 前370年代 \| 前360年代 \| 前350年代 \| 前340年代 \| 前330年代 \| 前320年代 \| 前310年代                                                                                            |
| 年份： | 前351年 \| 前350年 \| 前349年 \| 前348年 \| 前347年 \| 前346年 \| 前345年 \| 前344年 \| 前343年 \| 前342年 \| 前341年                                                              |
| 纪年： | 周顯王二十三年 魯康公七年 齊威王十一年 趙肅侯四年 魏惠王二十四年 韓昭侯十七年 秦孝公十六年 楚宣王二十四年 宋剔成君二十四年 衛成侯十六年 燕後文公十六年 越王無顓十五年 中山成公四年 |

## 大事记

### 中国
- 齊殺大夫牟。
- 魯康公薨，子魯景公偃立。
- 衛因國弱土小，自貶為侯爵，臣服三晉。

### 欧洲
- 古希腊第三次神圣战争（英语：Third Sacred War）结束，马其顿和雅典议和。